# Gouverneurswahl in New Hampshire 2008

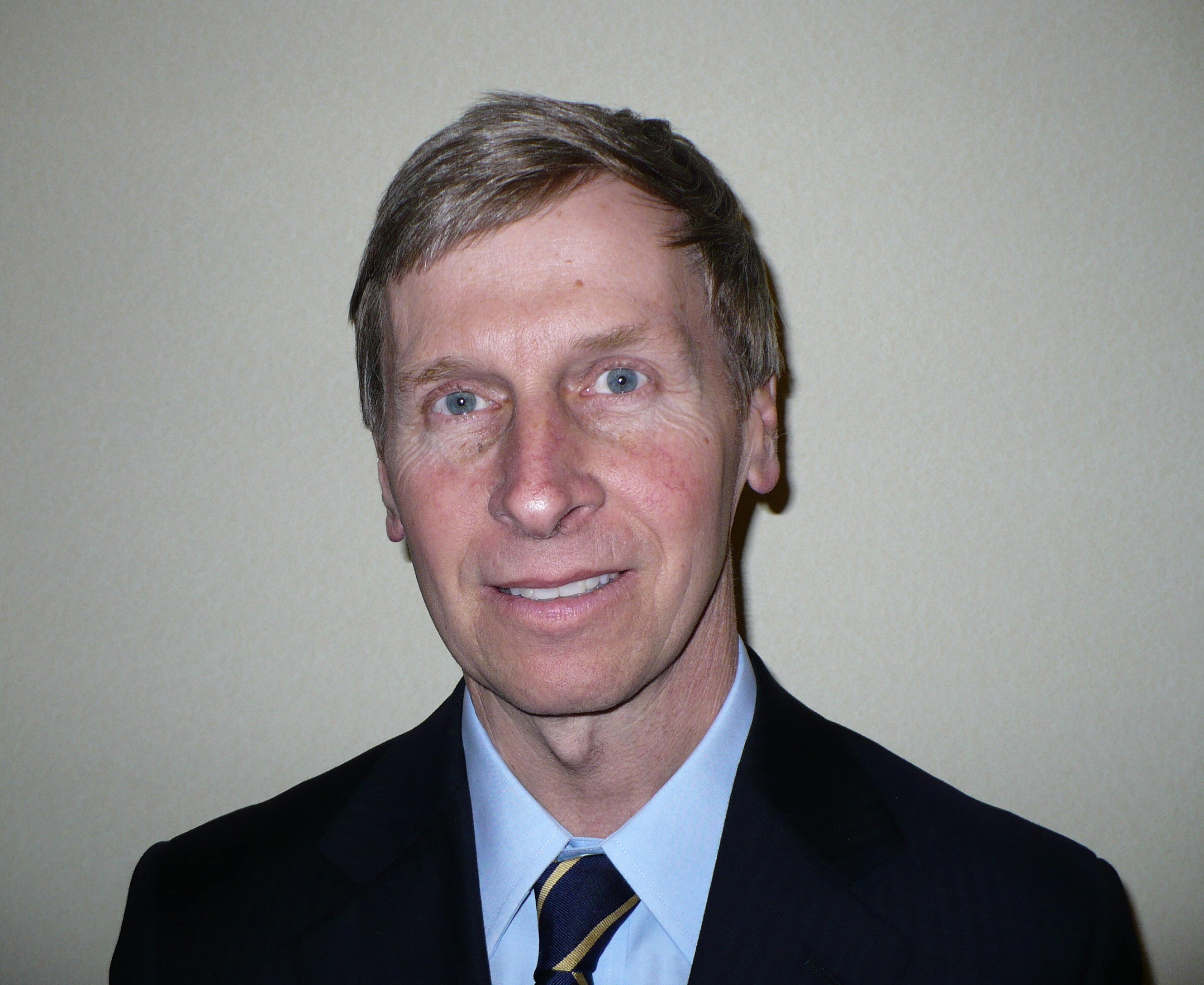
John Lynch gewann auch die dritte Wahl zum Gouverneur.

Die Gouverneurswahl in New Hampshire 2008 fand am 4. November 2008 statt, um den Gouverneur des US-Bundesstaates New Hampshire für die folgenden zwei Jahre zu bestimmen. Amtsinhaber John Lynch (Demokratische Partei) bewarb sich erfolgreich um eine dritte Amtszeit.

## Vorwahlen
Wie bei vielen Wahlen in den USA üblich bestimmten die Wähler zunächst im Rahmen einer Vorwahl (Primary) jenen Kandidaten, der bei der eigentlichen Wahl als einziger für seine jeweilige Partei gegen die Kandidaten der anderen Parteien antrat.

### Demokratische Partei
Kandidaten bei der Vorwahl der Demokratischen Partei waren:
- John Lynch, amtierender Gouverneur
- Kathryn Forry

### Republikanische Partei
Kandidaten bei der Vorwahl der Republikanischen Partei waren:
- Joseph Kenney, Mitglied im Senat von New Hampshire

## Wahlergebnisse

### Vorwahl der Demokraten
| Partei | Partei               | Kandidat            | Stimmen | %     |
| ------ | -------------------- | ------------------- | ------- | ----- |
|        | Demokratische Partei | John Lynch          | 44.549  | 90,69 |
|        | Demokratische Partei | Kathryn Forry       | 4.444   | 9,05  |
|        | Demokratische Partei | Sonstige (write-in) | 131     | 0,27  |

### Vorwahl der Republikaner
| Partei | Partei                 | Kandidat            | Stimmen | %     |
| ------ | ---------------------- | ------------------- | ------- | ----- |
|        | Republikanische Partei | Joseph Kenney       | 49.235  | 92,69 |
|        | Republikanische Partei | Sonstige (write-in) | 3.885   | 7,31  |

### Gouverneurswahl
| Partei | Partei                 | Kandidat            | Stimmen | %                |
| ------ | ---------------------- | ------------------- | ------- | ---------------- |
|        | Demokratische Partei   | John Lynch          | 479.042 | 70,15 (−3,86 %p) |
|        | Republikanische Partei | Joseph Kenney       | 188.555 | 27,61 (+1,78 %p) |
|        | Libertäre Partei       | Susan Newell        | 14.987  | 2,19 (+2,01 %p)  |
|        | Sonstige (write-in)    | Sonstige (write-in) | 326     | 0,05             |